# George Oppenheimer
George Seligman Oppenheimer (n. 7 februarie 1900, New York City, New York, SUA – d. 14 august 1977, New York City, New York, SUA) a fost un scenarist, dramaturg și jurnalist american.

## Carieră
Oppenheimer a absolvit studii universitare la Williams College⁠(d), a studiat la Universitatea Harvard cu George Pierce Baker⁠(d) și a fost angajat al editurii Alfred A. Knopf. El a fondat în 1925, împreună cu Harold K. Guinzburg, editura The Viking Press, dar, devenind tot mai interesat de acivitatea literară decât de activitatea editorială, a început o carieră de scenarist la Hollywood în 1933, fiind angajat de  Samuel Goldwyn să finalizeze scenariul comediei Roman Scandals⁠(d) (1933). În continuare, pe tot parcursul anilor 1930, a fost angajat de compania Metro-Goldwyn-Mayer, în primul rând ca „Script doctor⁠(d)”, rescriind, corectând sau îmbunătățind scenariile existente.
Oppenheimer a fost nominalizat la Premiul Oscar pentru cel mai bun scenariu original pentru contribuția sa la filmul The War Against Mrs. Hadley⁠(d) la cea de-a 15-a ediție a Premiilor Academiei Americane de Film din 1942.
El a început să colaboreze la ziarul Newsday în 1955, scriind rubrica săptămânală „On Stage”, a devenit critic teatral zilnic în 1963 și a fost numit critic teatral al ediției de duminică în 1972. Contribuțiile sale în domeniul criticii de teatru sunt recunoscute prin instituirea premiului Newsday George Oppenheimer, care a fost acordat anual din 1979 până în 2007 pentru cea mai bună reprezentație teatrală de debut la New York a unei piese non-muzicale scrise de un dramaturg american.
Oppenheimer era homosexual și nu s-a căsătorit niciodată. El a fost partenerul sexual ocazional al mai tânărului Harry Hay⁠(d) (1912-2002); cei doi s-au întâlnit în timp ce hoinăreau în căutare de parteneri pe Hollywood Boulevard⁠(d).

## Filmografie (selecție)
- Roman Scandals⁠(d) (1933)
- Rendezvous (1935)
- Libeled Lady⁠(d) (1936)
- We Went to College⁠(d) (1936)
- London by Night⁠(d) (1937)
- The Last of Mrs. Cheyney (1937)
- Married Before Breakfast⁠(d) (1937)
- I'll Take Romance⁠(d) (1937)
- A Day at the Races (1937)
- Three Loves Has Nancy⁠(d) (1938)
- The Crowd Roars (1938)
- A Yank at Oxford (1938)
- Paradise for Three⁠(d) (1938)
- Man-Proof⁠(d) (1938)
- Honolulu⁠(d) (1939)
- Broadway Melody of 1940⁠(d) (1940)
- I Love You Again⁠(d) (1940)
- Two-Faced Woman⁠(d) (1941)
- The Big Store (1941)
- The Feminine Touch (1941)
- The War Against Mrs. Hadley⁠(d) (1942)
- Pacific Rendezvous⁠(d) (1942)
- A Yank at Eton⁠(d) (1942)
- Slightly Dangerous⁠(d) (1943)
- The Youngest Profession⁠(d) (1943)
- Killer McCoy⁠(d) (1947)
- Adventures of Don Juan (1948)
- Born to Be Bad (1950)
- Perfect Strangers (1950)
- Anything Can Happen⁠(d) (1952)
- Decameron Nights⁠(d) (1953)
- Tonight We Sing⁠(d) (1953)

## Scrieri
- The Passionate Playgoer. A Personal Scrapbook, 1958 (editor)
- The View from the Sixties: Memories of a Spent Life, 1966